# 科梅舒瓦哈 (扎波羅熱州)

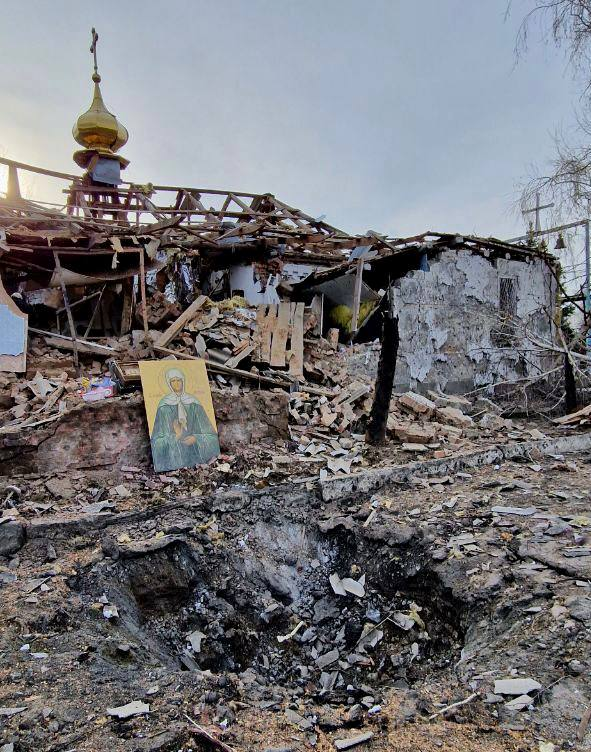
被俄军炸毁的教堂

科梅舒瓦哈（烏克蘭語：Комишуваха）是烏克蘭東南部扎波羅熱州扎波羅熱區科梅舒瓦哈市镇内的市級鎮及其行政中心。始建於1770年，面積6.77平方公里，海拔高度29米，2022年人口数量为5,251人。